# 바르바라 엥글레더
바르바라 엥글레더(독일어: Barbara Engleder, 독일어 발음: [ˈbaʁ.bɐ.ʁa ˈʔɛŋl.ˌʔedɐ], 1982년 9월 16일~)는 독일의 사격 선수이다. 2016년 하계 올림픽에서 여자 50m 소총 3자세 종목에서 금메달을 획득하였으며, 세계 선수권 대회에서 금메달 5개, 은메달 2개를 획득했다.
결혼 전 이름은 바르바라 레히너(독일어: Lechner)였다.

## 개인사
2012년 결혼했으며 2013년 아들이 태어났다.